# Besuch Bundeskanzler Helmut Schmidts in der DDR

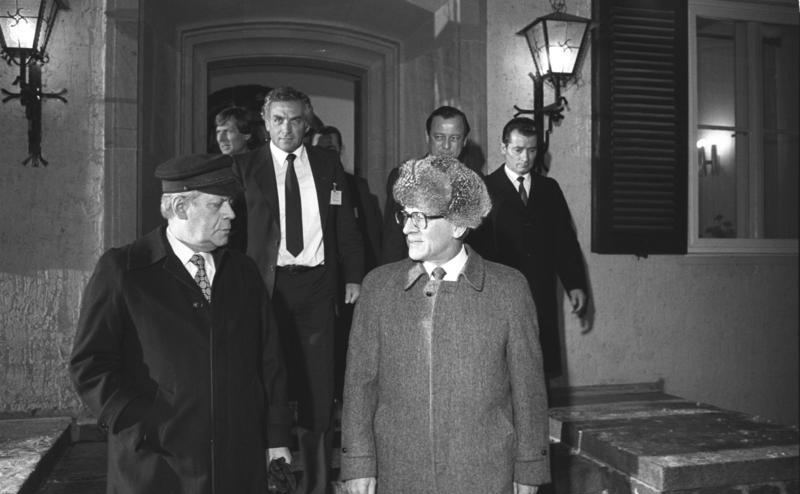
Helmut Schmidt und Erich Honecker am Döllnsee, 12. Dezember 1981

Der Besuch Bundeskanzler Helmut Schmidts in der DDR fand vom 11. bis 13. Dezember 1981 statt.

## Vorgeschichte
Willy Brandt kam im März 1970 als erster deutscher Bundeskanzler zu einem Besuch in die DDR nach Erfurt. Dort wurde er von vielen Menschen ungeplant bejubelt. Im Mai reiste Ministerpräsident Willi Stoph als erster führender DDR-Repräsentant in die Bundesrepublik nach Kassel zu einem eintägigen Arbeitsbesuch.
Am 21. Dezember 1972 unterzeichneten beide deutsche Staaten den Grundlagenvertrag, der eine eingeschränkte Anerkennung der DDR als eigenständiger Staat beinhaltete.
Der neue Bundeskanzler Helmut Schmidt (SPD) unternahm nach seinem Amtsantritt 1974 zunächst wenige Bemühungen zu intensiveren persönlichen Kontakte zur DDR-Führung, da er den KPdSU-Generalsekretär Leonid Breschnew als eigentlichen Entscheidungsträger im östlichen Staatenbündnis für wichtiger einschätzte („Warum soll ich mit Schmidtchen [=Honecker] reden, wenn ich mit Schmidt [=Breschnew] reden kann.“) 1975 kam es dennoch zu einem ersten persönlichen Gespräch zwischen dem Bundeskanzler und dem Staatsratsvorsitzenden auf der Konferenz für Sicherheit und Zusammenarbeit in Europa (KSZE) in Helsinki, das jedoch sehr formell ablief.
Erst vom November 1979 ist ein Telefongespräch von Helmut Schmidt bekannt, in dem dieser sich um einen intensiveren Kontakt zur DDR bemühte. In diesem schlug er Erich Honecker einen kurzfristigen informellen Besuch in Ost-Berlin vor, der jedoch von diesem nach einigen Tagen wieder abgesagt wurde.
Im Dezember 1979 fasste die NATO ihren Doppelbeschluss, in dem sie die geplante die Stationierung von US-amerikanischen Mittelstreckenraketen in Mitteleuropa ankündigte, falls die Sowjetunion ihre in Ostmitteleuropa nicht abzöge. Hauptsächlicher Initiator dafür war Helmut Schmidt. Im Dezember marschierte die sowjetische Armee in Afghanistan ein, was zu umfangreichen Protesten in der westlichen Welt führte. Ein geplanter Besuch des Bundeskanzlers in der DDR für den Februar 1980 wurde von diesem im Januar wegen der daraus resultierenden angespannten politischen Beziehungen zwischen Ost und West wieder abgesagt. Im Mai kam es zu einer kurzfristig vereinbarten persönlichen Begegnung beider Staatschefs in Belgrad nach der Beerdigung des jugoslawischen Staatschef Josip Broz Tito.
Im Juni 1980 gründete sich in Polen die unabhängige Gewerkschaft Solidarność, was von der DDR mit großer Sorge beobachtet wurde. Sie sagte deshalb einen geplanten Besuch Schmidts für den August kurzfristig ab.
Am 5. Oktober 1980 übermittelte Helmut Schmidt kurz nach Bekanntwerden der Ergebnisse der Bundestagswahlen einen Brief an Erich Honecker, in dem er sich für weitere vertrauensvolle Kontakte zwischen beiden aussprach. Am 9. Oktober erhöhte die DDR ohne vorherige Ankündigung den vorgeschriebenen Mindestumtausch für Besucher aus der Bundesrepublik und West-Berlin von 13 auf 25 DM pro Tag. Am 13. Oktober stellte Erich Honecker auf seiner Geraer Rede die Forderung nach vollständiger Anerkennung der DDR-Staatsbürgerschaft durch die Bundesrepublik. Helmut Schmidt lehnte dies wenige Tage später ab.
Es gab danach einige weitere Telefonate zwischen beiden Staatsmännern und die Planung des Besuchs für den Dezember 1981. Im November empfing Helmut Schmidt kurz vorher den sowjetischen Staats- und Parteichef Leonid Breschnew in Bonn, was von diesen beiden als sehr wichtig eingeschätzt wurde.

## Protokollarische Rahmenbedingungen
Der Besuch von Helmut Schmidt in der DDR wurde als Arbeitsbesuch vorbereitet, nicht als offizieller Staatsbesuch, was einige protokollarische Streitpunkte zwischen beiden Seiten vermied. Dieses bedeutete, dass ein offizielles Zeremoniell mit militärischem Empfang, Anhören der Staatshymnen, einem Staatsbankett und weiterem fast vollständig entfiel.
Die kleine bundesdeutsche Delegation bestand aus dem Bundeskanzler Helmut Schmidt, dem Wirtschaftsminister Otto Graf Lambsdorff (FDP), dem Minister für innerdeutsche Beziehungen Egon Franke (SPD) (was die DDR sehr ärgerte, da sie Außenminister Hans-Dietrich Genscher als korrekten Ansprechpartner ansah), dem Ständigen Vertreter in der DDR Klaus Bölling, sowie einigen wenigen weiteren Mitarbeitern. Zur DDR-Delegation gehörten neben dem Staatsrats- und Parteivorsitzenden Erich Honecker der ZK-Sekretär für Wirtschaft Günter Mittag, Außenminister Oskar Fischer, Alexander Schalck-Golodkowski und einige wenige weitere Mitarbeiter.
Zu den wichtigsten Gesprächsthemen gehörten
von bundesdeutscher Seite
- menschliche Erleichterungen, das heißt, mehr Freiheiten für die Menschen in der DDR, bessere Reisemöglichkeiten
- bessere Beziehungen zur DDR mit dem Fernziel einer deutschen Einheit
- die Senkung des vorgeschriebenen Mindestumtausches für Besucher aus der Bundesrepublik und Berlin (West) in die DDR von 25 DM pro Tag

von DDR-Seite
- weitere wirtschaftliche Unterstützung durch die Bundesrepublik, besonders eine Verlängerung des zinslosen Überziehungskredits Swing
- eine vollständige Anerkennung der DDR-Staatsbürgerschaft und die Umwandlungen der Ständigen Vertretungen in Botschaften
- die Auflösung der Zentralen Erfassungsstelle für Unrecht  in der DDR in Salzgitter
- die Änderung der Staatsgrenze in der Elbe vom nordöstlichen Ufer zur Mitte des Flusses

von beiden Seiten
- eine internationale Entspannung, Abbau der gegenseitigen militärischen Bedrohung usw.

Die Gespräche fanden vor allem im Jagdschloss Hubertusstock am Werbellinsee statt, bei dem auch des bundesdeutsche Delegation untergebracht war.
Ein Internationales Pressezentrum für über 1000 akkreditierte Journalisten aus zahlreichen Ländern war in der nahe gelegenen Jugendhochschule „Wilhelm Pieck“ am Bogensee bei Biesenthal eingerichtet worden.
Diese Orte waren bewusst ausgewählt worden, um unliebsame „Störungen“ durch die Bevölkerung ausschließen zu können. Sie lagen in der reizvollen Schorfheide nördlich von Berlin, unweit von Erich Honeckers Jagd- und Erholungsrevier und nur wenige Kilometer von dessen Wohnort Wandlitz entfernt.

## Ablauf

### 11. Dezember
Am Nachmittag des 11. Dezember traf die bundesdeutsche Delegation auf dem Flughafen Berlin-Schönefeld mit einer Boeing 707 der Luftwaffe der Bundeswehr ein, die vom Flughafen Köln-Bonn kam.
Sie wurde dort von Erich Honecker und seinen Begleitern begrüßt, anwesend waren außerdem nur noch einige Journalisten.
Danach fuhren beide Delegationen in getrennten Fahrzeugen zum Schloss Hubertusstock am Werbellinsee.
Dort kam es zu ersten Gesprächen und einem gemeinsamen Abendessen. Bei diesem wurden in den Tischreden die Standpunkte beider Seiten vorgetragen, die in vielen wesentlichen Punkten unterschiedlich waren.
Am Ende des Abendessens erhob sich Erich Honecker noch einmal außerhalb des Protokolls und bedankte sich beim Bundeskanzler für die angenehme Atmosphäre der Gespräche, was bei seinen Begleitern in der DDR-Delegation zu einigem Erstaunen führte.

### 12. Dezember
Am Vormittag des 12. Dezembers kam die bundesdeutsche Delegation zum Gästehaus des Staatsrates am Döllnsee. Dort gab es weitere Gespräche, darunter längere Vier-Augen-Gespräche zwischen beiden Staatsführern, auch auf einem Spaziergang durch die verschneite Schorfheide.
Am Abend gab Bundeskanzler Helmut Schmidt ein Essen für beide Delegationen in seinem Hotel am Werbellinsee.

### 13. Dezember
Am Morgen des 13. Dezember wurden beide Delegationen gegen 6 Uhr von der Nachricht über die Ausrufung des Kriegsrechts im benachbarten Polen überrascht. Sie wussten zwar, dass es kommen würde, kannten aber beide nicht den genauen Termin. Der Bundeskanzler entschied sich, den Besuch trotzdem fortzusetzen, obwohl die Opposition einen sofortigen Abbruch als Protest gefordert hatte.
Am Vormittag gab es dann weitere Gespräche im Schloss Hubertusstock.
Am Mittag luden beide Delegationen zu einer Pressekonferenz in das Pressezentrum in der Jugendhochschule „Wilhelm Pieck“ in Bogensee ein, in der sie jeweils ihre Einschätzung der Gespräche bekanntgab.
Danach fuhren beide Delegationen nach Güstrow auf Wunsch von Helmut Schmidt, der von Erich Honecker in dessen Dienstwagen Citroën CX mitgenommen wurde. Nach etwa zweistündiger Fahrt durch dichten Schneefall kamen sie dort fast pünktlich an.
Die Straßen waren von tausenden Volkspolizisten und Mitarbeitern des Ministeriums für Staatssicherheit vollständig abgeriegelt, die Einwohner durften ihre Häuser nicht verlassen und die Fenster nicht öffnen, etliche waren in Vorsorgegewahrsam genommen worden oder mussten vorher die Stadt verlassen.
Die Delegationen besuchten zunächst die Barlach-Gedenkstätte, durch die sie von deren Leiter geführt wurden. Anschließend begaben sie sich zum Markt, auf dem ein Weihnachtsmarkt aufgebaut war. Dieser war aber nur von MfS-Mitarbeitern und „zuverlässigen Personen“ besucht und betrieben.

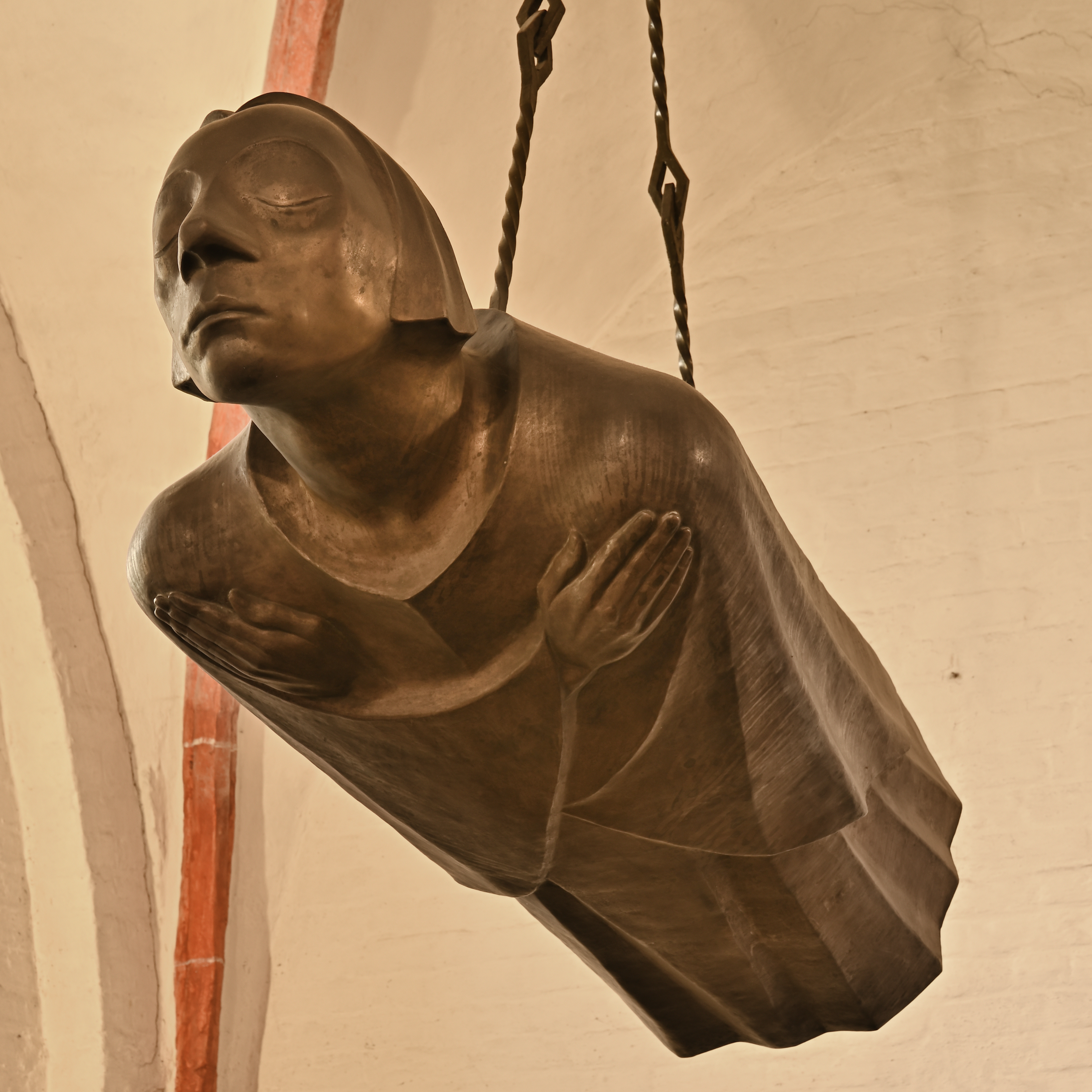
Der Schwebende

Danach gingen die Delegationen in den Güstrower Dom. Dort wurden sie vom evangelischen Landesbischof Heinrich Rathke freundlich begrüßt. Dieser verwies in einer kurzen Ansprache auf die Verantwortung der beiden Politiker für ihre Länder und die europäische Politik. Danach wurde an der Orgel eine Fuge von Johann Sebastian Bach gespielt. Helmut Schmidt setzte sich dazu auf eine Kirchenbank, was die meisten anderen Anwesenden dann auch taten. Eigentlich hatte er selbst spielen wollen, verzichtete aber auf Grund der neuen angespannten politischen Lage darauf. Anschließend wurden die Besucher durch den gotischen Dom geführt. Helmut Schmidt betrachtete lange den Schwebenden Engel von Ernst Barlach, wegen dessen er auch nach Güstrow gekommen war.

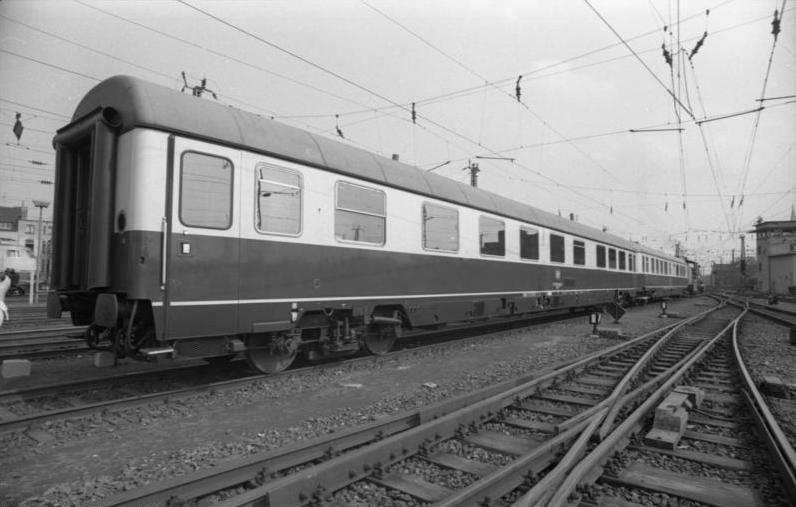
Sonderzug der Bundesbahn für Helmut Schmidt

Zum Ende des Besuches begaben sich die Delegationen zum Bahnhof Güstrow, wo ein Sonderzug der Bundesbahn wartete. Dort waren wieder zahlreiche MfS-Angehörige und weitere ausgewählte Personen als angebliche Bevölkerung anwesend.
Erich Honecker verabschiedete Helmut Schmidt und dessen Delegation. Als der Bundeskanzler noch einmal aus dem Zugfenster schaute, gab ihm Erich Honecker einen Hustenbonbon. Pünktlich um 17.00 Uhr verließ der Zug Güstrow nach Hamburg.
Erich Honecker fuhr gemeinsam mit Erich Mielke, dem Minister für Staatssicherheit, in einem Auto zurück. Diesen lobte er dort ausdrücklich für den erfolgreichen Einsatz der vergangenen Stunden.

## Bedeutung
Die Gesprächen verliefen ohne wesentliche Resultate außer der Verlängerung des zinslosen Überziehungskredits Swing durch die Bundesrepublik für die DDR um ein halbes Jahr.
Die Bedeutung des Besuches lag vor allem in der oft freundlichen, manchmal fast herzlichen Atmosphäre der Gespräche. Dieses weckte für viele DDR-Bürger die Hoffnungen auf menschliche Erleichterungen.
Sehr ernüchternd war für die westdeutschen Besucher und viele Beobachter die Inszenierung in Güstrow durch die Staatssicherheit ohne die Einwohner der Stadt. Dieses wurde von vielen als Unfähigkeit der DDR-Führung verstanden, ihrer Bevölkerung zu vertrauen.

## Folgen
Danach gab es mehrere Telefonate zwischen Helmut Schmidt und Erich Honecker. Anfang 1982 erweiterte die DDR die Möglichkeiten für Reisen ihrer Bürger in den Westen bei dringenden Familienangelegenheiten.
Im November 1982 wurde Helmut Kohl (CDU) neuer Bundeskanzler der Bundesrepublik. Dieser setzte die Bemühungen zu einer deutsch-deutschen Entspannungspolitik fort. 1987 empfing er Erich Honecker zu dessen erstem Besuch in der Bundesrepublik, was von diesem als eine weitere Anerkennung der DDR gewertet wurde.
Helmut Schmidt reiste als Privatperson noch mehrere Male in die DDR. 1990 kam er zum zweiten Mal nach Güstrow, wo er nun von vielen Einwohnern und Gästen begrüßt werden konnte und die Ehrenbürgerschaft der Stadt verliehen bekam.
Durch die Öffnung der MfS-Archive ab 1990 wurden zahlreiche Details über die Hintergründe des Schmidt-Besuches in der DDR bekannt. Besonders schockierend waren die zehn Aktenordner mit den ausführlichen Beschreibungen und Planungen des Vorgangs Dialog durch das MfS in Güstrow.
Die Öffnung der Protokolle der Telefonate von Helmut Schmidt als Bundeskanzler ab 2012 brachte weitere interessante Hintergrundinformationen über dessen Kontakte zu Erich Honecker.
2015 wurde der Dokumentarfilm
Drei Stunden Güstrow über den Besuch der Delegationen in Güstrow fertiggestellt.